# Александер Вершбоу
Александер Вершбоу (англ. Alexander Vershbow; нар. 3 липня 1951, Бостон, Массачусетс, США) — американський дипломат і урядовець, заступник генерального секретаря НАТО (15 лютого 2012 — 17 жовтня 2016).

## Біографічні відомості
1974 року закінчив Єльський коледж із ступенем бакалавра з проблем Росії та Східної Європи.
1976 року закінчив Колумбійський університет, отримав ступінь магістра міжнародних відносин та диплом про закінчення Інституту Росії.
З 1977 року на дипломатичній службі.
У 1979–1981 роках — другий секретар посольства США в Москві.
У 1981–1985 роках працював у відділі у справах Радянського Союзу в Держдепартаменті США. З 1983 року — заступник директора відділу.
У 1985–1988 роках — перший секретар посольства США у Великій Британії.
З 1988 до 1991 року — директор відділу в справах Радянського Союзу в держдепартаменті США — радник делегації США на переговорах по ОСВ-2 і СНО-1.
1991 року Вершбоу направили на роботу в НАТО як заступника постійного представника США і повіреного в справах Представництва США. На цій посаді Вершбоу брав участь у перших спробах налагодження відносин співробітництва з державами колишнього Варшавського договору.
З 1993 до 1994 року Александер Вершбоу обіймав посаду заступника помічника державного секретаря у справах Європи і Канади.
У 1994–1997 — Спеціальний помічник президента й старший директор з європейських справ в Раді національної безпеки. У цей період Александер Вершбоу сприяв становленню політики США щодо Європи. Вершбоу був головним членом американської групи перемовників, що розробила документ про основи відносин між НАТО і Росією, підписаний 1997 року.
У жовтні 1997 року колишній міністр оборони Вільям Коен вручив Александеру Вершбоу щорічну премію Джозефа Дж. Крузела за його внесок у справу миру.
З січня 1998 року до липня 2001 року Александер Вершбоу був представником США в Організації Північноатлантичного договору (НАТО). Як представник в Північноатлантичній раді Вершбоу брав участь у перетворенні НАТО для відповідності вимогам епохи після закінчення «холодної війни», включно з прийомом нових членів і розвитком відносин з Росією через Раду Росія — НАТО.
У червні 2001 року державний секретар Колін Павелл удостоїв посла Вершбоу за його роботу в НАТО нагороди «За видатні заслуги».
З липня 2001 до липня 2005 року займав пост посла США в Росії. Його перші роки в країні перебування були відзначені тим, що російські аналітики пізніше охрестили «чарівністю раптового союзництва». Посол об'їздив усю Росію, дав сотні інтерв'ю, виступав з лекціями, зустрічався з політиками, бізнесменами і правозахисниками.
У 2005–2008 роках був послом США в Південній Кореї.
У 2009–2012 — заступник міністра оборони США з питань міжнародної безпеки.

## Нагороди
- Орден князя Ярослава Мудрого V ст. (Україна, 7 липня 2016) — за значний особистий внесок у розвиток відносин України з Північноатлантичним альянсом, реформування сектору національної безпеки і оборони, відстоювання державного суверенітету і територіальної цілісності України[4][5]

## Особисте
Одружений. Його дружина Ліса Вершбоу є професійним дизайнером ювелірних виробів і викладачем мистецтв. У подружжя Вершбоу двоє синів: Бенджамін і Грегорі.